# Pisla Helmstetter
Pisla Helmstetter (née Louise Loeffler) est une Tzigane alsacienne, née le 6 juin 1926 à Uhrwiller, et morte le 30 juin 2013 à Strasbourg. 
Elle est l’auteure d’un documentaire et d’un livre de mémoires qui ont permis de faire connaître la communauté tzigane d’Alsace au grand public.

## Biographie
Pisla Helmstetter naît dans une roulotte près du village d’Uhrwiller en Alsace. Elle parle le romani et l'alsacien comme ses ancêtres d’origine sinti, un groupe ethnique nomadisant des régions germanophones, installés depuis de nombreuses générations en Alsace, ainsi que le français. 
Pendant la Seconde Guerre mondiale, sa famille, spoliée de tous ses biens, est expulsée d'Alsace vers la région lyonnaise. Après la guerre, elle retourne dans sa région natale qui a été vidée de ses tziganes et connaît la misère et l’hostilité des populations autochtones. 
Elle épouse en 1945 un non-tzigane, Frédéric Helmstetter, un malgré-nous de Sparsbach qui avait fait le serment d’épouser une Tzigane s’il rentrait du camp de Tambov, pour « vivre libre et vagabonder toute sa vie… » et s’installe dans une maison à Barr dans le Bas-Rhin où elle se sédentarise. Elle sera la première femme tzigane d’Alsace à passer son permis de conduire.
Elle accueille Yehudi Menuhin à Barr en 1995, et Ravi Shankar témoignant au sujet de la rencontre avec ce dernier : « Chose incroyable, quand j’ai rencontré le grand musicien indien Ravi Shankar, j’ai pu parler avec sa femme (en Romani) sans difficulté ».
Dans un documentaire, De la source à la mer, Pisla Helmstetter rend hommage à ses racines. Tourné en 1989, ce film raconte l’histoire d’une famille tzigane sédentarisée en Alsace qui, chaque année, parcourt les routes vers les Saintes-Maries-de-la-Mer.
Ne sachant ni lire ni écrire, c’est avec l’aide de sa fille Marie qu’elle retrace en 2012 son enfance heureuse de Tzigane d’Alsace dans son livre de mémoires.
Pisla Helmstetter meurt le 1er juillet 2013 à l’Hôpital de Hautepierre de Strasbourg à l’âge de 86 ans. Elle est inhumée à Sparsbach.

## Œuvres
- Sur ces chemins où nos pas se sont effacés : Les souvenirs d’une tzigane d'Alsace, La Nuée bleue, Strasbourg, 2012  (ISBN 978-2-7165-0772-1)
- De la source à la mer, film documentaire, 1989.

### Documentaire
- Qui a peur des Gitans ? - Documentaire de John Paul Lepers, 60 min, 2009, sur Dailymotion [vidéo]